# Alonso Pío Fernández Angarita
Alonso Pío Fernández Angarita (Valledupar, siglo XX) es un abogado, político y ex magistrado colombiano, quien sirvió como Gobernador Encargado de Córdoba del 23 de abril al 15 de mayo de 2008 tras la renuncia de Liliana Bitar como goberndora encargada.

## Biografía
Estudió Derecho en la Universidad Sergio Arboleda, graduándose de Abogado; así mismo, posee una maestría en Derecho Administrativo, de la Universidad Militar Nueva Granada, una especialización en Gestión Pública y Evaluación Ambiental, de la Escuela Superior de Administración Pública y una especialización en Derecho de Sociedades de la Pontificia Universidad Javeriana.
Fue magistrado auxiliar del Consejo de Estado. Afiliado al Conservatismo, también fue jefe de la jefa de la Oficina Jurídica de Ferrovías, asesor jurídico de Corpoica y director jurídico del Ministerio de Agricultura y Desarrollo Rural. Durante el período de Alejandro Ordóñez como procurador general de Colombia, Fernández se desempeñó como procurador ambiental.
Fue asesor jurídico del Ministro del Interior Carlos Holguín Sardi, durante la presidencia de Álvaro Uribe Vélez. Fue estando en este cargo que Uribe lo nombró como Gobernador Encargado de Córdoba, debido a la inhabilitación de la Gobernadora Marta Sáenz. Estuvo en el cargo hasta que Sáenz resolvió su situación jurídica y regresó al puesto.
Fue el coordinador de la campaña "Voto Limpio", realizada en 2007 por el Gobierno Nacional en Córdoba para combatir la compra de votos; en el mismo departamento fue delegado presidencial de Uribe en las elecciones regionales de Colombia de 2003 y de 2007.
También fue catedrático de la Universidad Sergio Arboleda. Desde 2018 se desempeña como procurador 1 delegado de Intervención ante la Jurisdicción Especial para la Paz, de la Procuraduría General de la Nación.